# Tivoli (IBM)
Unter dem Oberbegriff Tivoli bietet IBM Software zur Verwaltung von Informationssystemen an. Sie dienen zum einen dazu, Rechner zu überwachen, Software zu verteilen, Systeme zu inventarisieren oder Daten zu sichern. Zum anderen werden Prozesse wie Release-, Change- und Storage Management mit Applikationen unterlegt. Gegründet 1989 in Austin (Texas), ist Tivoli seit 1996 eine hundertprozentige Tochter der IBM.

## Portfolio
Das IBM-Tivoli-Produktportfolio wird im IBM Service Management abgebildet.
Das operationale Management umfasst die Bereiche
- Business Automation,
- Performance Automation,
- Security und
- Storage Management.

Darüber liegt die
- IBM Service Management Platform.

Softwareunterstützte Prozess-Workflows finden sich im
- IT Process Management.

### Operational Management
Die im Bereich Operational Management zusammengefassten Produkte stellen die Verfügbarkeit der Systeme sicher. Es wird eine Verwaltung, Überwachung und Optimierung der gesamten IT-Landschaft ermöglicht. Genauer werden die Produkte in vier Kategorien unterschieden:
Business Automation
- System Automation
- Provisioning Manager
- Intelligent Orchestrator
- Monitoring
- Workload Scheduling
- Business Systems Manager
- Service Level Advisor

Storage Management
- Tivoli Storage Manager
- TotalStorage Productivity Center
- SAN Volume Controller

Security
- Identity Manager
- Access Manager for eBusiness
- Access Manager for Enterprise Single Sign-On
- Security Operations Manager
- Security Compliance Manager
- Compliance Insight Manager

Die Familie der Performance Automation umfasst die schon oben aufgelisteten Produkte, die im z/OS-Umfeld eingesetzt werden können. Sie stellen ebenso Performance und Verfügbarkeit sicher.

### IBM Service Management Platform
In der IBM Service Management Platform findet sich das Konzept der CMDB aus ITIL wieder. Diese Plattform ermöglicht es, automatisch alle über ein Netzwerk erreichbaren IT-Assets (i. a. Geräte der Informationstechnik, aber auch immaterielle Güter) eines Unternehmens aufzufinden, zu inventarisieren und zu katalogisieren. Über einen festzulegenden IP-Adress-Bereich wird die Konfiguration eines jeden Configuration Items aufgedeckt und gespeichert. In der CCMDB werden diese Informationen abgelegt. Im Fall des IBM Tivoli-Produkts ist das Change Management schon von vornherein mit eingeschlossen. Die Produkte sind
- IBM Tivoli Application Dependency Discovery Manager (ITADDM) und
- IBM Tivoli Change and Configuration Management Database (CCMDB).

### IT Process Management
Das IT Process Management umfasst vordefinierte Prozesse, die auf der Plattform des Websphere Process Managers zur Anwendung gebracht werden können. Basis dieser Prozesse ist ITIL. Die darin etablierten Workflows werden praktisch umgesetzt, um Unternehmen bei der Einführung von ITIL Good Practices zu unterstützen. Angebotene Process Manager sind
- Storage Process Manager,
- Release Process Manager und
- der Unified Process Composer, um weitere Prozesse entwerfen zu können.